# チャールズ・トムソン・リーズ・ウィルソン
チャールズ・トムソン・リーズ・ウィルソン（Charles Thomson Rees Wilson, CH FRS, 1869年2月14日 - 1959年11月15日）は、スコットランドの気象学者・物理学者である。C.T.R.ウィルソンとも呼ばれる。1911年に霧箱を発明し、その功績で1927年のノーベル物理学賞を受賞した。

## 概要
イギリスの科学者でC.T.R.ウィルソンとも呼ばれる。若い頃に雲に興味を持ち、1895年から人工的に雲を発生させる実験を重ねて、水蒸気の凝結核として大気中に自然発生するイオンの存在を確かめた。その実験装置はイオンを可視化する装置として改良されCloud Chamber(霧箱)と名付けられた。1911年にＸ線やα線などの放射線の飛跡を可視化して写真撮影することに成功した。霧箱はその後多くの研究者によって初期の原子物理学の研究、特に宇宙線の研究に大いに役立てられ、その功績で1927年のノーベル物理学賞を受賞した。

## 生涯

### 生誕からマンチェスター時代
ウィルソンはスコットランドのエディンバラの近くのグレンコース郡に生まれた。ウィルソン家は代々の農家で、父は牧羊業者で母は製糸業を営む家の出であった。4歳の時に父を失い、母はウィルソンを連れてマンチェスターに移り、彼はそこで教育を受けた。大学はオーエン大学で現在のマンチェスター大学である。大学生のときは医者になるつもりで動物学を専攻した。しかし、ここで物理学教授のバルファー・スチュアート（1828-1887）に出会い、物理学に興味を持つようになった。

### ケンブリッジ時代
1888年のときに奨学生としてケンブリッジ大学に転校し、物理学と化学の勉強をして1891年に卒業し、1年間母校の助手を務めた後中学校の教師となった。1894年にクラーク・マクスウェル研究所の奨学生になり、3年間研究を続け、その後1年間は気象協会で大気中の電気現象の研究をした。この時代のことをウィルソンは1927年のノーベル賞講演で「1894年の9月に私はスコットランド最高峰のベン・ネヴィスサンチュの天文台で数週間を過ごした。そのとき雲が日光に当たってできる美しい自然現象に心を打たれ、同じ自然現象を実験室で再現したいと思った」と語っている。

### 霧箱の発明

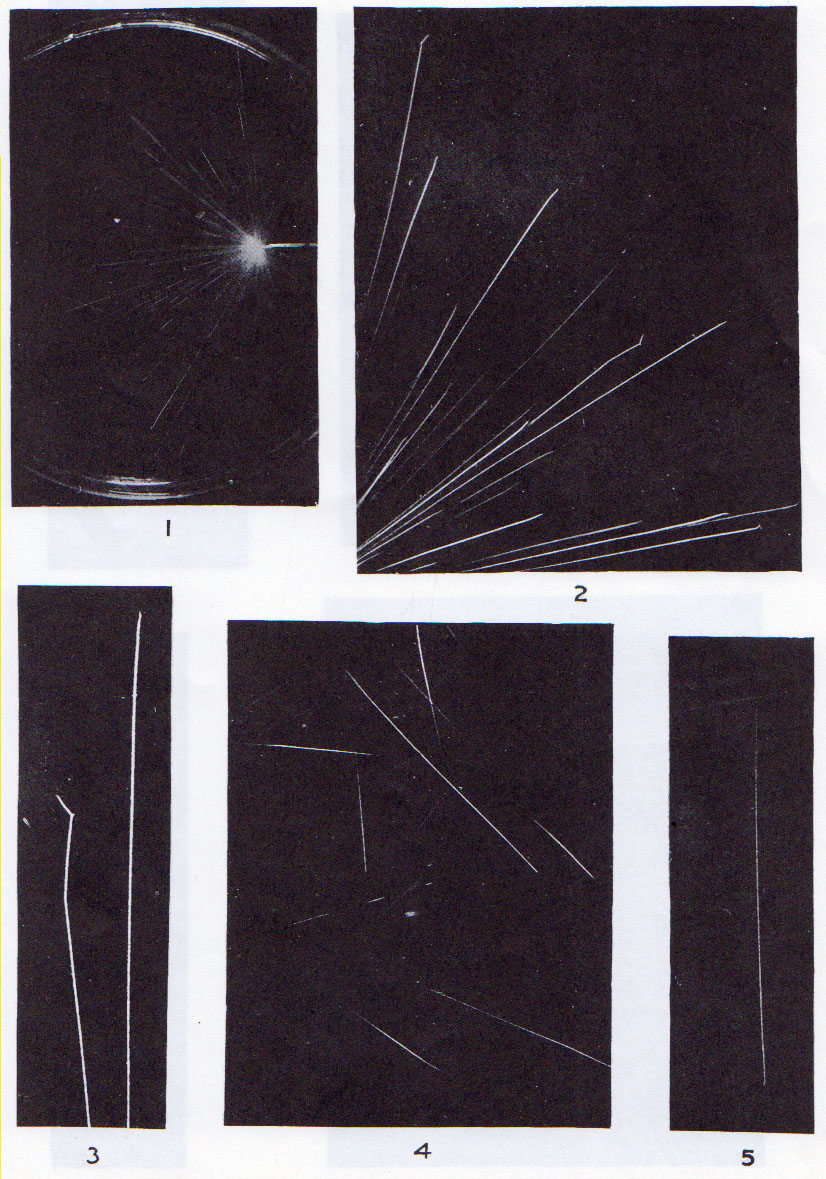
C.T.R.Wilsonが1912年に撮影したα線の飛跡。

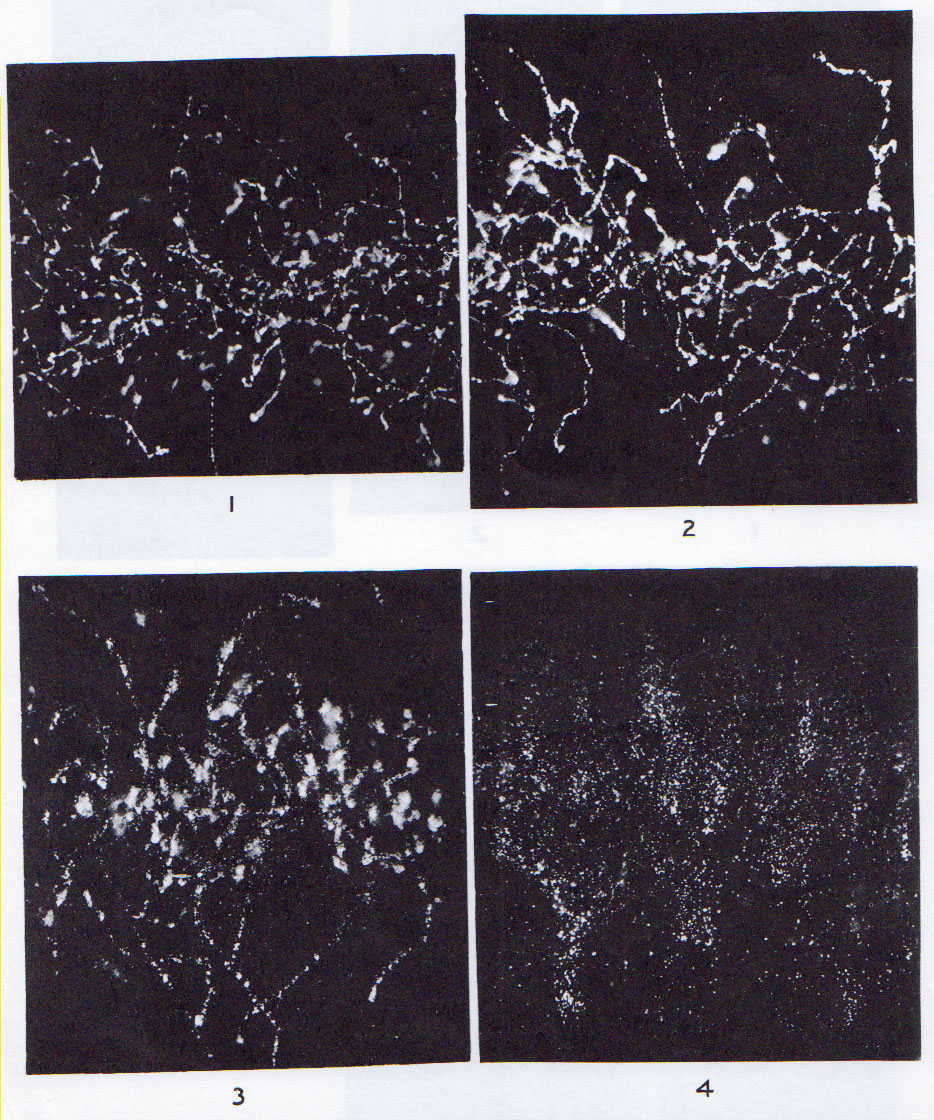
C.T.R.Wilsonが1912年に撮影したＸ線による飛跡。

ウィルソンの業績で最も有名なのは1911年に放射線の飛跡の撮影に成功した霧箱の発明であるが、その開発研究の主な部分は1895年から1900年の間になされた。ウィルソンの霧箱を利用してノーベル賞を得た科学者は、1927年のコンプトン、1936年にアンダーソン、1948年にブラケットなどがいる。

### キャベンディッシュ研究所時代
ウィルソンは1900年にケンブリッジ大学のシドニー・サセックス・カレッジのフェローになり、同時に同大学の講師となった。
1908年に結婚し2男2女をもうけた。1918年までウィルソンはケンブリッジ大学のキャベンディッシュ研究所で上級生のための応用物理学講座の責任者を務め、光学の講義もした。1911年には世界で初めてα粒子とβ粒子の飛跡の写真を撮ることに成功した。1913年に太陽物理観察所のオブザーバーに任命され、ここで霧箱によるイオン化粒子の研究とカミナリ電気の研究を続けた。1918年にはケンブリッジ大学の気象電気学の講師になり、1927年にコンプトンと共に霧箱発明の業績でノーベル物理学賞を受けた。ノーベル賞以外にも数々の賞を受賞し、ロンドンの王認学会（ロイヤル・ソサエティ）の会員でもあった。キャベンディッシュ研究所ではウィルソンは大変用心深い研究者で、ゲーテのモットー「急がずに、しかし休まずに」にしたがって仕事を進めていたという。彼は自分のガラス細工はすべて自分でやり、美しく設計した自分の装置をすべて自分で見事に組み立てた。

### エディンバラでの晩年
退職後にエディンバラに居を移し、80歳の時に生地に近いカーロップス村に移ったが、週に1回はバスでエディンバラに出かけ、友人と昼食を共にするなど元気に過ごした。1956年（87歳）のときに雷雲の電気についての論文を『プロシーディングス・オブ・ザ・ロイヤル・ソサエティ(ロンドン)』に掲載し、晩年まで活発に科学研究を続けた。1959年11月15日に家族に見守られて生涯を閉じた。

## 業績

### 大気中にできる霧の研究

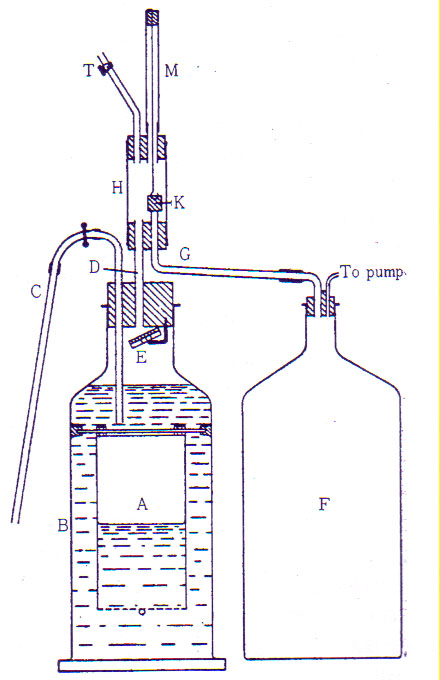
1895年当時の実験装置。Fを真空にしてからEにつなぐとAの空気が急膨張してAの中に霧ができる。

1895年にウィルソンはキャベディッシュ研究所のジョゼフ・ジョン・トムソン(1856-1940)の助手となって、人工的に雲を発生させる研究を始めた。1880-1890当時の理論ではJ.エイトケン（1839-1919）らの研究によって空気中には無数の塵が存在していることが発見され、その塵が核となって水蒸気が凝結して霧（小さな水滴）になるが、塵が無いと霧はできないという「塵説」が主流であった。彼らは湿った空気を急激に膨張させて断熱膨張の温度低下で霧を作る実験を行った。一方、1890年ごろからR.v.ヘルムホルツらによって、「水蒸気凝結の原因は気体のイオンだ」という「イオン説」が登場した。ヘルムホルツらは高圧水蒸気噴射では放電が水蒸気の凝結に影響を及ぼすことや、ろ過した空気でも水滴が生じることを発見し、塵以外の原因でも凝結が起こることを示した。
しかしながら1890年当時は「塵説」が優勢であり、塵説をとる人々はイオン説の実験の不備を一つ一つ指摘した。イオン説の人々にはこれらの指摘にうまく答えることができず、塵説とイオン説の対立は未解決であった。
ウィルソンはこうした状況に決着をつけるために実験装置を考案した。それは「外部から入り込んだすべての凝結核（塵）を除去した空気でも霧が生じるか」を確かめる膨張装置だった。ウィルソンは空気を膨張させるガラス容器を水中に沈めて、外から容器の中に塵が入り込まないようにした。これは「ろ過した空気でも微粒子が残るのではないか」という反論への対策であった。水中においた容器内の空気を何度も断熱膨張させることにより霧を発生させ、容器内の塵を水滴とともに下に落として除去していった。この装置によってウィルソンは「湿った空気の同一な試料を何度でも繰り返し膨張させる」ことができるようになった。この装置は空気の膨張比率を自由に変えることもできた。この装置を数回繰り返して膨張させて霧を作れば、空気中に存在していた塵は完全に除去されるし、水に囲まれた空間に外から塵が入り込む可能性もなかった。ウィルソンは完全に清浄な空気を得ることができるようになった。
ウィルソンは実験の結果「何度も霧を作らせてその霧が沈下するのをまって、エイトケンの凝結核が少しも無いような湿った空気の中では、膨張比が過飽和の４倍の臨界値を超えなければどんなに膨張させても水滴はできないが、ひとたびこの臨界膨張比を超えると、水滴が雨のように降る」ことを発見した。これによって塵以外の凝結核が存在することをはっきりと示すことができた。

### 雨状の凝結の核の追求
ウィルソンは塵がない時でも水滴の核になるものの正体を追求した。彼は1897年に発表した論文で、「膨張が上記限界（臨界値）を超えたときに凝結を引き起こす核は一定時間少数存在しているにすぎないが、それが除かれるのと同じぐらい速く、同種の核に置き換えられる」ことを発見した。「塵ではない核」は何度でも復活し、「どれだけ頻繁に空気を膨張させても、水滴数の減少は検知できなかった」と報告している。また、「あらゆる外来の核のない飽和空気において凝結を起こす断熱膨張に対して、我々は最終容積が初期容積の1.252を越えねばならないことが分かった。」としてる。
ウィルソンは雲のでき方について、「湿った空気の上昇流があるとき、外来の核がそれに伴って凝結して取り除かれていくこと、そのようにして作られた雲の層の上に上昇する塵を持たない空気も過飽和になって凝結が始まることは、ここでの実験で導かれることである」とした。
ウィルソンはこの核についての計算を行い、その大きさがせいぜい分子のオーダーであることを指摘した。つまりその核は塵のようなマクロなものではないことを突き止めた。

### 空気を帯電させるもの
ウィルソンの師であるトムソンは1895年以来、帯電した水滴の成長に関する理論的研究を行っていて、帯電した水滴は表面からの蒸発が減り、帯電していなければ蒸発して消えてしまうはずの水滴が成長できることを、ウィルソンも知っていた。ウィルソンは1896年3月に塵を含まない空気にX線を照射し、それを膨張させると濃い霧が生じるのを見いだした。1896年にウィルソンの師のトムソンと同僚のラザフォードはＸ線を当てた気体にはイオンが生じていることを発見した。ウィルソンも塵でない凝結核は大気中のイオンであると考えた。しかしウィルソンにとって謎となったのは「どうして大気イオンは何度でも再生するのか」という問題であった。

### 復活する大気イオンの謎
ウィルソンは1901年に「空気をイオン化する原因がもし空から降ってくるなら、トンネルの岩盤で吸収されるだろう」と予想して、携帯できる検電器を作ってトンネルの中と外の空気中の静電気の量を量ったが、大気イオンの発生率に差は見られなかった。ウィルソンは「空気中の再生するイオンは、空気自体の性質というほかない」とした。その謎は解けないままウィルソンは1904年に霧の実験を終えた。ウィルソンはその論文の中で自身の実験装置をCloud Chamberと呼んでいる。

### 膨張装置から霧箱へ

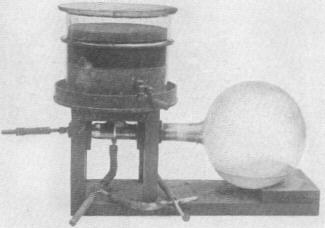
ウィルソンが1911年に完成させた霧箱。

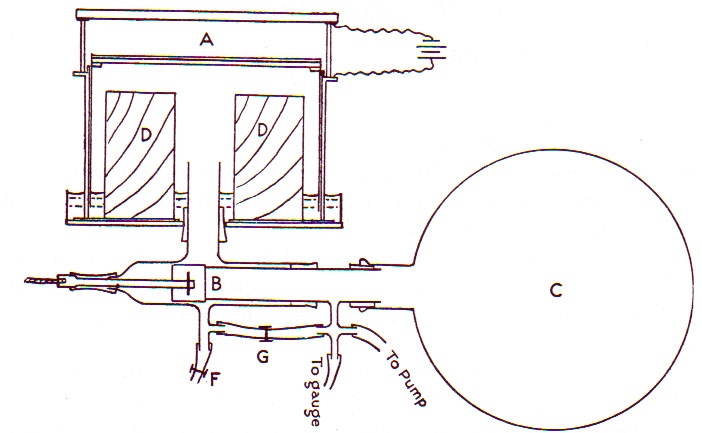
ウィルソンの霧箱。1912年の論文の図。Cを真空にしてからBをつなぐと、Dの周囲が急減圧し、シリンダーが下がりAの空気が急膨張する。Aの上にカメラをセットして，膨張と同時にフラッシュを光らせて撮影する。A内に放射性原子をセットすれば，放射線の飛跡が写る。

ウィルソンは1910年から「イオンを可視化する研究」をはじめた。ウィルソンは水蒸気の凝結を使えば、空気中のイオンを水滴として目に見えるようにでき、イオンを数えることができると考えたのである。ウィルソンは膨張装置で水滴の写真が撮れるように実験装置の改良を行った。目的は「イオン電荷を直接測定する」ことだった。
その当時すでに放射線の研究が進んでおり、α線やβ線が飛ぶと、空気中にイオンでができることが知られていた。ウィルソンは「α線やβ線の電離作用によってできる空気中のイオンに水を凝縮させて可視化させる可能性と写真を撮る可能性」を追求した。1911年に装置の改良を行い、膨張装置の中にラジウムをつけた細い針を入れて、初めてα線の飛程に沿って霧の美しい効果が観察された。糸のように細いβ線の飛跡も見ることに成功した。ウィルソンはその結果を1911年4月に王認学会に投稿した。1911年の夏に装置を改良し1911年の冬にも撮影に成功し、1912年6月の論文として王認学会に投稿した。この論文の中でもウィルソンは実験装置のことをcloud chamberと呼んでいる。1912年から1913年の冬にかけてＸ線の効果を知るために撮影を行った。その写真はコンプトン散乱を可視化したものとなった。ウィルソンはその功績が認められ、アーサー・コンプトンと同時に1927年にノーベル物理学賞を受賞した。

### 雷雲の研究
ウィルソンは1916年の論文で雷雲の持つ電気量と雷雲の正負の電荷の分布を明らかにした。当時はロンドン気象台長のシンプソンの説が有力視されていた。シンプソンは雷の電光写真の分析から、雷光の枝分かれはほとんどが雲から地面の方向に向かっていることを明らかにした。シンプソンは空気中の火花の実験から、電場のある中で運動するイオンは衝突過程で正負に分かれ、同じ電場中では陰イオンは正イオンよりも比べものにならないぐらい速く動くと考えた。シンプソンはこの結果雷雲は下部が正に帯電し、その下の地面では負電荷が誘導されているという説を唱えた。
ウィルソンは雷雲の電荷によって地面に誘導される電気量の変化を測定する実験装置を作り、その装置をケンブリッジの郊外に建てた小さな小屋に設置して、雷雲が来るごとに雷雲の通過時に地面の電荷がどのように変化するかを観測した。その結果、雷雲は上部が正、下部が負に帯電した双極子であることを確認した。これは雷雲下部が正に帯電しているとするシンプソンの理論とは正反対の結果であった。またウィルソンは雷雲内の電気量はだいたい30クーロンであると推定した。シンプソンはその後数年沈黙していたが、新たな観測結果をもとに雷雲内のさらに詳しい電気分布を明らかにし、概ねウィルソンの正しいことと、部分的にはシンプソンの考えも成り立つことを示した。

### 雷の危険性の研究
ウィルソンは1919年の論文で気球の雷に対する危険性について報告した。当時は飛行機や飛行船は雷の危険性があると思われていた。ウィルソンは繋留気球は雷に対して危険であるが、飛行船や飛行機は思ったより雷の危険性が無いことを明らかにした。飛行船や飛行機は大地との連絡が無いため、船体や機体は雷雲の電圧とだいたい同じになって危険性は少ない。繋留気球は地面とつながっているため気球の電位は大地と同じになる。そのため大地と雷雲の間の電圧は直接気球にかかり、気球から放電が起こって気球表面を傷める。それがやがて水素爆発事故につながる。ウィルソンは放電が気球頭部から起こることを明らかにし、気球全体に金属ベルトを付けてそれらを頭部につなげ、その先に避雷針となる尖端を付けておくと、放電はすべてこの尖端から生じるので、気球本体を雷の放電から守れることを発見した。さらに、気球に付けたゴンドラからも金属線を延ばして気球尖端につないでおけば、人が乗るゴンドラも雷から守られることを明らかにした。

## 評価
ノーベル財団はウィルソンの受賞理由の中で、「この数年、ウィルソンの方法によって新しく科学的に極めて重要な結果が達成されましたが、それは他の方法では得られなかったでしょう。この結果によって、ウィルソンの発見がかなり以前になされたにもかかわらず、ノーベル賞の受賞要件を満たしているのです。（略）あなたが巧みな膨張法を発見してから長い年月がたちましたけれども、あなたの発見の価値は、あなた自身の熱心な研究と、他の人びとによって得られた結果とによって、きわめて高められました。」と功績を称えている。ウィルソン霧箱を使って宇宙線の研究を行ってノーベル物理学賞を受賞したパトリック・ブラケットは、1960年に「C.T.R.ウィルソンが撮ったこれらの初期の放射線飛跡の写真は、今日でもなお、この種の写真のなかでは技術において最優秀の部に属する」と述べている。

## 受賞歴
- 1922年 ロイヤル・メダル
- 1925年 ハワード・N・ポッツ・メダル
- 1927年 ノーベル物理学賞
- 1929年 フランクリン・メダル
- 1935年 コプリ・メダル

## 主な論文
- On the formation of a cloud in the absence of dust. Proc.Camb.Phill.Soc.8,306.(1895)
- The effect of Röntgen's rays on cloudy condensation. Rroc.Roy.Soc.59,338.(1896)
- Condensation of Water Vapour in the Presence of Dust-free Air and Other Gases. Transactions of the Royal Society, London (1897)
- On the Comparative Efficiency as Condensation Nuclei of positively and negatively charged Ions. Proceedings of the Royal Society of London, (1899).
- On the Condensation Nuclei Produced in Gases by the Action of Rontgen Rays. Harrison and Sons (1899)
- On the Comparative Efficiency as Condensation Nuclei of Positively and Negatively Charged Ions. Harrison and Sons, for the Royal Society, London (1900)
- On the Ionisation of Atmospheric Air. Proceedings of the Royal Society of London, 1901, Vol 68. (1901)
- On the Spontaneous Ionisation of Gases. Proceedings of the Royal Society of London, 1901, Vol 69. (1901)
- On radio-active rain. Proc.Comb.Phil.Soc.11,428.(1902)
- Further experiments on radio-activity from rain. Proc.Camb.Phil.Soc.12,12.(1902)
- On a sensitive gold-leaf electrometer. Proc.Camb.Phil.Soc.12,135.(1903)
- On radio-activity from snow. Proc.Camb.Phil.Soc12,85.(1903)
- CONDENSATION NUCLEI. Internat. Electrical Congress of St.Louis,U.S.A. (1904)
- On a method of making visible the paths of ionising particles through a gas. Proc.Roy.Soc.A,85,285.(1911)
- On an Expansion Apparatus for Making Visible the Tracks of Ionising Particles in Gases and Some Results Obtained By Its Use. Proceedings of the Royal Society, London (1912)
- Photography of the Paths of Particles Ejected from Atoms in The Royal Institution of Great Britain. Clowes and Sons, London (1913)
- On Some Determinations of the Sign and Magnitude of Electric Discharges in Lightning Flashes. Proceedings of the Royal Society of London, London (1916)
- Memorandam on the protection of balloons from disruptive discharge. Advisory Committee on Aeronautics.(1919)
- Investigations on lighting discharges. Phil.Trans.A,221,104.(1921)
- Investigation on X-Rays and β-Rays by the Cloud Method.Prat I:X-rays. Proc.Roy.Soc.A,104,1.(1923)
- Investigation on X-Rays and β-Rays by the Cloud Method.Prat II:β-rays. Proc.Roy.Soc.A,104,192.(1923)
- The acceleration of β-particles in strong electric fields such as those of thunderclouds. Proc.Camb.Phil.Soc.22,534.(1925)
- Some thunderstorm ploblems. F.Franklin Inst.209,1.(1929)
- On a new type of expansion apparatus. Proc.Roy.Soc.A,142,88.(1933)
- A theory of thundercloud electricity. Proc.Roy.Soc.A,236,297.(1956)